# Мар'їно-3
Ма́р'їно-3 (рос. Марьино-3) — присілок у складі Богородського міського округу Московської області, Росія.
Стара назва — Мар'їно 3-є.

## Населення
Населення — 93 особи (2010; 66 у 2002).
Національний склад (станом на 2002 рік):
- росіяни — 89 %